# معركة بدليس
مَعْرَكَةُ بَدْلِيسَ (بالتركية: بدلیس محاربه‌سی/Bitlis Muharebesi) هي سلسلة من الاشتباكات العسكرية التي وقعت في صيف عام 1916 بمدينة بدليس وبالقرب من موش ، وذلك خلال حملة القوقاز كجزء من الحرب العالمية الأولي بين القوات الإمبراطورية الروسية والقوات العثمانية .
وقعت المواجهة العسكرية الأولى في بدليس في يوليو 1915 ، عندما شنت القوات الروسية هجومًا فاشلاً على تحصينات المدينة، بينما بدأت المواجهة الثانية في فبراير 1916 وانتهت باستلاء الروس على بدليس من قبل فيلق روسي جديد، والمؤلف إلى حد كبير من الكتيبة الأولى للوحدات الأرمنية المتطوعة تحت قيادة أندرانيك أوزانيان ، كانت المدينة آخر معقل للإمبراطورية العثمانية لمنع الروس من الدخول إلى الأناضول وبلاد ما بين النهرين، بعد هزيمتهم، حاول الجيش العثماني تنظيم قواته بالمنطقة ورغم ذلك، وبعد مقاومة من العثمانيون خلال الفترة من 1 إلى 9 أغسطس 1916 ، سقطت المنطقة بأكملها بأيدي الإمبراطورية الروسية والمتطوعين الأرمن. بدء العثمانيون ابتداء من 7 أغسطس، حشد المزيد من القوات وشن هجومًا مضادًا،  وخلال الأيام الخمسة التاليه، تمكنت فرقتين من العثمانيون استعادة بدليس وبلدة موش التي لا تقل أهمية عن ذلك، مما أزعج القيادة الروسية إلى حد كبير. 